# ثورنتون ويليس
ثورنتون ويليس (بالإنجليزية: Thornton Willis) هو رسام أمريكي، ولد في 25 مايو 1936 في بينساكولا في الولايات المتحدة.